# Дев'ятдесятники
Дев'ятдеся́тники, також дев'яно́стики — генерація українських письменників, представники якої почали друкувати свої твори у 1990-х роках. 
Основу покоління становить група літераторів, яка сформувалася завдяки реалізації проєктів антологій видавництва «Смолоскип» — «Молоде вино», «Тексти», «Іменник». Створенню своєрідного канону письменників, приналежних до покоління «дев'ятдесятників» посприяла також однойменна антологія, видана 1998 року в Тернополі. 
Явище «дев'ятдесятників» об'єднує як ностальгічну спробу реставрації українського модерну 20-х років, так і постмодерністські рефлексії. Покоління дев'ятдесятників вирізняється творами в умовах свободи від державної цензури[неавторитетне джерело].

## Назва
Термін дев'ятдесятники створений за аналогією до терміна шістдесятники та вісімдесятники.
Використовується також синонімічний термін «дев'яностики», який підкреслює певне іронічне ставлення стосовно претензії феномену відбивати ввесь літературний процес 90-років. Термін «дев'яностики» набув поширення у 1997 році.[джерело?]

## Основні риси дев'ятдесятництва
На думку Володимира Єшкілєва, при значній різноманітності явища дев'ятдесятників у ньому чітко прослідковуються такі інтертекстуальні тенденції:
1. Сюжетна і мовна епатажність, розрахована здебільшого на молодіжну читацьку аудиторію,
2. Спроба чергової «переоцінки всіх цінностей»,
3. Відлуння «контркультурних» тенденцій європейського мистецтва та мистецтвознавства 70-х років,
4. Тяжіння до секації текстових обсягів («рваний текст»),
5. Намагання опанувати формальні здобутки класичної епохи саме як форму-для-себе,
6. Вплив рок-субкультури,
7. Неподоланий освітній провінціалізм.

## Представники
Найяскравіші[на чию думку?] представники феномену «дев'ятдесятництва»:
- Іван Андрусяк,
- Юрій Бедрик,
- Олег Гуцуляк
- Сергій Жадан,
- Олег Короташ
- Галина Крук,
- Руслан Фуфалько,
- Тарас Прохасько,
- Леся Демська,
- Галина Петросаняк,
- Мар'яна Савка,
- Маріанна Кіяновська.